# Veronika Franz
Veronika Franz (ur. 1965 w Wiedniu) – austriacka scenarzystka i reżyserka filmowa. 

## Życiorys
Od 1997 stale współpracuje z mężem Ulrichem Seidlem nad każdym jego filmem. Początkowo była asystentką reżysera (pracowała w tym czasie również jako dziennikarka filmowa), a od filmu Upały (2001) jest również współscenarzystką. Razem stworzyli takie filmy, jak m.in. Jezu, Ty wiesz (2003), Import/Export (2007), Raj: miłość (2012), Raj: wiara (2012), Raj: nadzieja (2013), W piwnicy (2014), Safari (2016) czy Rimini (2022).
Wraz z siostrzeńcem męża, Severinem Fialą, stworzyła stały tandem reżyserski. Ich debiutem był film dokumentalny Kern (2012), poświęcony postaci kontrowersyjnego austriackiego aktora Petera Kerna. Sukces przyniosła im jednak pierwsza fabuła, czyli wysoko ceniony horror Widzę, widzę (2014). Film miał swoją premierę w sekcji "Horyzonty" na 71. MFF w Wenecji. Zdobył m.in. Austriacką Nagrodę Filmowę dla najlepszego filmu roku i był nominowany do Europejskiej Nagrody Filmowej dla odkrycia roku. Wyselekcjonowano go też jako oficjalnego austriackiego kandydata do Oscara dla najlepszego filmu nieanglojęzycznego.
Po tym sukcesie Franz nakręciła kolejne horrory: jeden z segmentów nowelowego filmu Atlas zła (2018) oraz - ponownie wspólnie z Fialą - Domek w górach (2019). Zasiadała w jury konkursu głównego na 77. MFF w Wenecji (2020).